# Рагулин, Сергей Вячеславович
Сергей Вячеславович Рагулин (род. 10 января 1967, Москва, СССР) — советский и российский футболист, защитник.
Воспитанник московской ФШМ. В 1984 году провёл 17 матчей за дубль московского «Локомотива», в следующем году сыграл 4 игры в первой лиге за главную команду. Играл за «Локомотив» Челябинск (1985), «Обувщик» Лида, Белорусская ССР (1986—1988) (по другим сведениям, за «Локомотив» Ч (1985—1987), «Обувщик» (1987) или «Локомотив» Ч (1986—1988)).
В 1989—1991 сыграл 114 матчей в первой лиге в составе «Геолога» Тюмень, в 1990 также выступал за дубль «Торпедо» Москва. В 1992 перешёл в нижегородский «Локомотив», за который в течение пяти лет в высшей лиге сыграл 129 игр. В 1997 играл в «Торпедо» Арзамас, в 1998—2003 — в «Спартаке» Щёлково, где и закончил профессиональную карьеру.